# The Red Apple

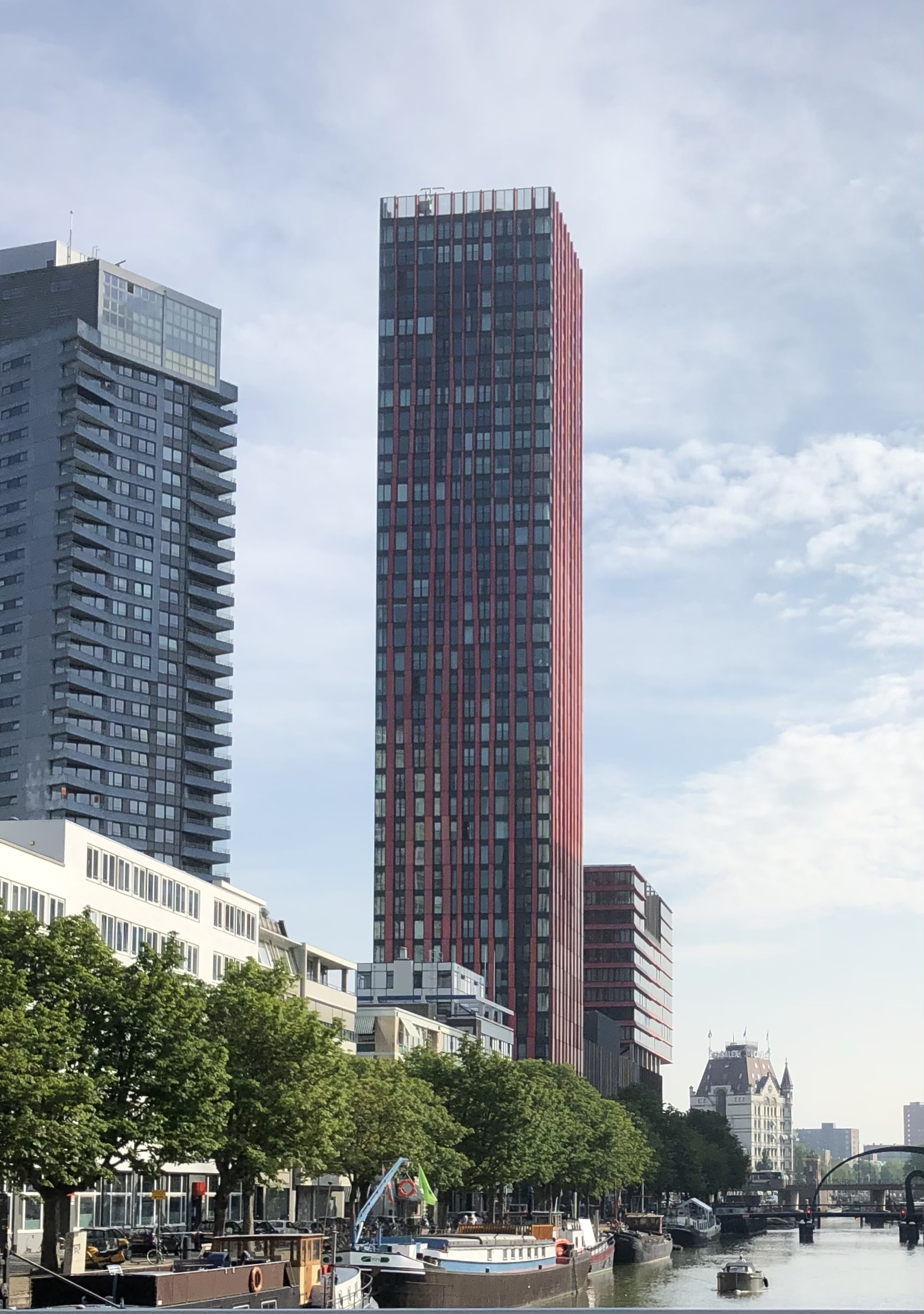
Hochhaus The Red Apple im Jahr 2019

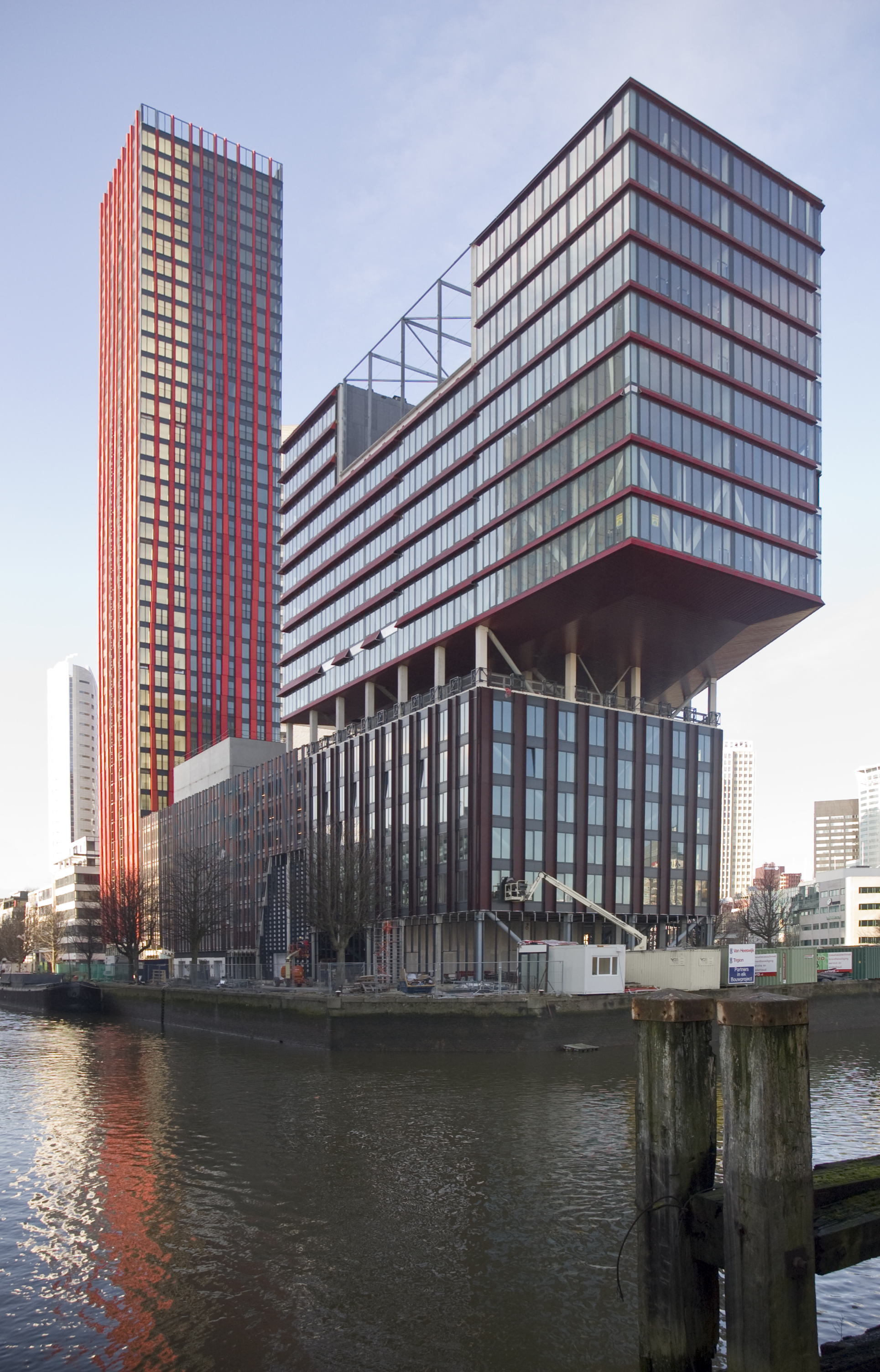
Blick von Osten, 2009

The Red Apple ist ein Hochhaus in Rotterdam in den Niederlanden.

## Lage
Das Gebäude befindet sich im Stadtzentrum Rotterdams an der nordwestlichen Spitze der Insel Wijnhaven an der Adresse Wijnbrugstraat 140.

## Architektur und Geschichte
Der Red Apple wurde ab 2002 geplant und von 2006 bis 2009 für das Wohnungsunternehmen Havensteder Rotterdam errichtet. Als Architekt war das Architekturbüro KCAP in Zusammenarbeit mit dem für die Innenarchitektur verantwortlichen Jan des Bouvrie tätig. Der Gebäudekomplex ist vielfältig gegliedert und erhebt sich bis auf eine Höhe von 124 Metern. Andere Angaben nennen eine architektonische Höhe von 128 Metern. Beim Bau wurde vorhandene Bestandsbebauung in den bis zu 21 Metern hohen Unterbau integriert. An der nordwestlichen Seite erhebt sich auf dem Unterbau ein fünfeckig ausgeführter Aufbau, der eine Höhe von 53 Metern erreicht. Der Aufbau folgt in seinem Umriss der Uferlinie der Nordwestspitze der Insel.
Die Gesamtbruttogeschossfläche beträgt 35.000 m². Es entstanden 231 Wohnungen sowie auf 3800 m² Büros und auf 1500 m² Einzelhandel und Gastronomie. Außerdem wurden 340 Parkplätze erstellt. Der Betonbau verfügt über eine Vorhangfassade. Der markante Wohnturm des Komplexes steht an der südwestlichen Ecke. In den Stockwerken 8 bis 40 befinden sich unterschiedlich große, diagonal ausgerichtete Wohnungen. Die Fenster sind bodentief, so dass eine hohe Transparenz besteht.
Um sich von weiß gestalteten Gebäuden der Umgebung abzusetzen, wurde eine rote Farbgebung gewählt. Eine ursprünglich angedachte rosa Gestaltung wurde nicht umgesetzt. Der rote Farbeffekt entsteht nicht durch eine Farbe, sondern durch den Einsatz von eloxierten Aluminiumblechen der vertikalen und horizontalen Verkleidungen an den Fenstern. Der Name The Red Apple ist englischsprachig und bedeutet im deutschen Der rote Apfel.
2009 wurde The Red Apple mit dem niederländischen Architekturpreis ausgezeichnet. Für mehrere weitere Preise bestanden Nominierungen.